# Ursula Holbek
Ursula Holbek (* 1954 in Kopenhagen) ist eine dänische Schauspielerin.

## Leben
Ursula Holbek wuchs bis zu ihrem 8. Lebensjahr in Kopenhagen auf. Ihre Mutter ist die Schauspielerin Hanne Holbek (1933–2011) und ihr Stiefvater war der dänisch-norwegische Schriftsteller Aksel Sandemose. Ihr Bruder ist der Komponist Joachim Holbek. Ihre Schwester ist die Schauspielerin, Regisseurin und Drehbuchautorin Cæcilia Holbek Trier, die von 1987 bis 1996 mit dem Regisseur Lars von Trier verheiratet war. Ihre Kindheit und Jugend verbrachte sie in Norwegen. Nachdem sie in Søndeled ihren Schulabschluss gemacht hatte, kehrte sie wieder nach Dänemark zurück.
Ursula Holbek absolvierte ihre Schauspielausbildung Mitte der 1970er-Jahre an der Staatlichen Theaterhochschule in Kopenhagen. Sie war im Laufe ihrer Karriere vor allem als Bühnendarstellerin tätig. Sie trat in zahlreichen Theaterstücken, Kabarett-Programmen, Varieté-Shows und in Musicals auf. Sie stand unter anderem auch am Königlichen Theater Kopenhagen, am Odense Teater, am Aarhus Teater oder am Helsingør Theater auf der Bühne. Am Nørrebro-Theater war sie in den 1980er-Jahren einige Zeit lang als festes Ensemblemitglied engagiert. In Film-und-Fernsehproduktionen trat sie als Schauspielerin hingegen nur selten in Erscheinung.

## Filmografie (Auswahl)
- 1978: Bjurra
- 1997: Nonnebørn